# Jonathan King (cestista)
Jonathan King (Panama, 25 gennaio 1990) è un cestista panamense.

## Carriera
Con Panama ha disputato due edizioni dei Campionati americani (2015, 2017).